# 秋葉山 (愛知県)
秋葉山（あきばさん）は、愛知県名古屋市天白区にある低山である。

## 概要
標高58m。2万5千図は「平針」。日進市との境に近く、名古屋市営地下鉄鶴舞線・名鉄豊田線 赤池駅にも近い。名古屋市農業センターと丘陵が続いている。山頂には、秋葉権現社が祀られている。

## アクセス
- 名古屋市営地下鉄鶴舞線 平針駅から南西へ徒歩で約10分。